# Messenger of the Gods: The Singles
Messenger of the Gods: The Singles (en español, Mensajero de los dioses: los sencillos) es un álbum recopilatorio de los sencillos de Freddie Mercury lanzado tres días antes del septuagésimo aniversario del nacimiento del cantante británico y vocalista de Queen, el 2 de septiembre de 2016. Además de dos CD, el álbum fue sacado a la luz con un libro que incluye imágenes inéditas de Freddie y con una caja de trece vinilos de distintos colores que contienen singles en 7". El primer sencillo es la canción de The Beach Boys «I Can Hear Music» versionada por Mercury en 1973 bajo el seudónimo de Larry Lurex y el último en orden cronológico es un remix de «Living on My Own» titulado «No More Brothers» publicado en 1993, dos años después de su muerte.

## Lista de canciones

### Disco 1 -The Singles
| N.º   | Título                                          | Escritor(es)                               | Duración |  |
| 1.    | «Living on My Own»                              | Freddie Mercury                            | 3:05     |  |
| 2.    | «The Great Pretender»                           | Buck Ram                                   | 3:25     |  |
| 3.    | «In My Defence»                                 | Dave Clark                                 | 3:54     |  |
| 4.    | «Love Kills»                                    | Freddie Mercury y Giorgio Moroder          | 4:28     |  |
| 5.    | «Barcelona»                                     | Freddie Mercury y Mike Moran               | 4:25     |  |
| 6.    | «Made in Heaven»                                | Freddie Mercury                            | 4:08     |  |
| 7.    | «Time»                                          | Dave Clark y Jeff Daniels                  | 3:53     |  |
| 8.    | «Love Me Like There's No Tomorrow»              | Freddie Mercury                            | 3:46     |  |
| 9.    | «I Was Born to Love You»                        | Freddie Mercury                            | 3:39     |  |
| 10.   | «The Golden Boy»                                | Freddie Mercury, Mike Moran y Tim Rice     | 5:14     |  |
| 11.   | «I Can Hear Music»                              | Jeff Barry, Ellie Greenwich y Phil Spector | 3:24     |  |
| 12.   | «How Can I Go On»                               | Freddie Mercury y Mike Moran               | 4:02     |  |
| 13.   | «Living on My Own» (versión «No More Brothers») | Freddie Mercury                            | 3:40     |  |
| 51:11 |                                                 |                                            |          |  |

### Disco 2 -The B-Sides
| N.º   | Título                                                   | Escritor(es)                           | Duración |  |
| 1.    | «Goin' Back»                                             | Gerry Goffin y Carole King             | 3:32     |  |
| 2.    | «Let's Turn It On»                                       | Freddie Mercury                        | 3:42     |  |
| 3.    | «My Love Is Dangerous»                                   | Freddie Mercury                        | 3:39     |  |
| 4.    | «She Blows Hot and Cold»                                 | Freddie Mercury                        | 3:39     |  |
| 5.    | «Living on My Own» (mezcla de álbumes de Julian Raymond) | Freddie Mercury                        | 3:37     |  |
| 6.    | «Stop All The Fighting»                                  | Freddie Mercury                        | 3:18     |  |
| 7.    | «Time» (versión instrumental)                            | Dave Clark y Jeff Daniels              | 3:22     |  |
| 8.    | «Exercises In Free Love» (voz de Freddie)                | Freddie Mercury y Mike Moran           | 3:59     |  |
| 9.    | «Exercises In Free Love» (voz de Montserrat Caballé)     | Freddie Mercury y Mike Moran           | 4:04     |  |
| 10.   | «The Fallen Priest» (edición de la cara B)               | Freddie Mercury, Mike Moran y Tim Rice | 2:25     |  |
| 11.   | «Overture Piccante»                                      | Freddie Mercury y Mike Moran           | 6:40     |  |
| 12.   | «Love Kills» (versión «Wolf Euro Mix»)                   | Freddie Mercury y Giorgio Moroder      | 3:27     |  |
| 45:54 |                                                          |                                        |          |  |

### Caja de vinilos de colores en 7"
| - Disco n.º 1 (azul) - Cara A: «I Can Hear Music» - Cara B: «Goin' Back» - Disco n.º 2 (naranja) - Cara A: «Love Kills» - Cara B: vacía - Disco n.º 3 (amarillo) - Cara A: «I Was Born to Love You» - Cara B: «Stop All The Fighting» - Disco n.º 4 (rojo) - Cara A: «Made in Heaven» (remix) - Cara B: «She Blows Hot and Cold» - Disco n.º 5 (blanco) - Cara A: «Living on My Own» - Cara B: «My Love Is Dangerous» - Disco n.º 6 (rojo) - Cara A: «Love Me Like There's No Tomorrow» - Cara B: «Let's Turn It On» - Disco n.º 7 (cian) - Cara A: «Time» - Cara B: «Time» (versión instrumental) | - Disco n.º 8 (naranja) - Cara A: «The Great Pretender» - Cara B: «Exercises in Free Love» (voz de Freddie) - Disco n.º 9 (transparente) - Cara A: «Barcelona» - Cara B: «Exercises in Free Love» (voz de Montserrat Caballé) - Disco n.º 10 (dorado) - Cara A: «The Golden Boy» - Cara B: «The Fallen Priest» - Disco n.º 11 (verde) - Cara A: «How Can I Go On» - Cara B: «Overture Piccante» - Disco n.º 12 (rosa neón) - Cara A: «In My Defence» - Cara B: «Love Kills» (versión «Wolf Euro Mix») - Disco n.º 13 (amarillo) - Cara A: «Living on My Own» (versión «No More Brothers») - Cara B: «Living on My Own» (mezcla de álbumes de Julian Raymond) |

## Posicionamiento en listas
| Lista                             | Posición |
| --------------------------------- | -------- |
| Austria (Ö3 Austria)              | 24       |
| Bélgica (Ultratop flamenca)       | 18       |
| Bélgica (Ultratop valona)         | 22       |
| República Checa (ČNS IFPI)        | 10       |
| Países Bajos (Album Top 100)      | 27       |
| Francia (SNEP)                    | 148      |
| Alemania (Media Control Charts)   | 33       |
| Italia (FIMI)                     | 58       |
| Nueva Zelanda (Recorded Music NZ) | 8        |
| Polonia (ZPAV)                    | 16       |
| Portugal (AFP)                    | 31       |
| Escocia (Scottish Albums Chart)   | 20       |
| España (PROMUSICAE)               | 13       |
| Suiza (Schweizer Hitparade)       | 53       |
| Reino Unido (UK Albums Chart)     | 31       |